# Tipula (Yamatotipula) jucunda
Tipula (Yamatotipula) jucunda is een tweevleugelige uit de familie langpootmuggen (Tipulidae). De soort komt voor in het Palearctisch gebied.